# 三津屋中
三津屋中（みつやなか）は、大阪府大阪市淀川区にある町名。現行行政地名は三津屋中一丁目から三津屋中三丁目。

## 地理
淀川区の北西部に位置し、東に新高、西に加島、南に三津屋南、北に三津屋北と接している。

## 世帯数と人口
2019年（令和元年）9月30日現在の世帯数と人口は以下の通りである。
| 丁目           | 世帯数    | 人口    |
| -------------- | --------- | ------- |
| 三津屋中一丁目 | 370世帯   | 732人   |
| 三津屋中二丁目 | 715世帯   | 1,351人 |
| 三津屋中三丁目 | 265世帯   | 526人   |
| 計             | 1,350世帯 | 2,609人 |

### 人口の変遷
国勢調査による人口の推移。
| 1995年（平成7年）  | 2,631人 | [ 5 ] |  |
| 2000年（平成12年） | 2,618人 | [ 6 ] |  |
| 2005年（平成17年） | 2,454人 | [ 7 ] |  |
| 2010年（平成22年） | 2,438人 | [ 8 ] |  |
| 2015年（平成27年） | 2,728人 | [ 9 ] |  |

### 世帯数の変遷
国勢調査による世帯数の推移。
| 1995年（平成7年）  | 1,121世帯 | [ 5 ] |  |
| 2000年（平成12年） | 1,177世帯 | [ 6 ] |  |
| 2005年（平成17年） | 1,126世帯 | [ 7 ] |  |
| 2010年（平成22年） | 1,188世帯 | [ 8 ] |  |
| 2015年（平成27年） | 1,306世帯 | [ 9 ] |  |

## 学区
市立小・中学校に通う場合、学区は以下の通りとなる。なお、小学校・中学校入学時に学校選択制度を導入しており、通学区域以外に淀川区にある以下の通学区域に隣接する校区にある小学校・中学校から選択することも可能。
| 丁目           | 番   | 小学校               | 中学校               |
| -------------- | ---- | -------------------- | -------------------- |
| 三津屋中一丁目 | 全域 | 大阪市立三津屋小学校 | 大阪市立美津島中学校 |
| 三津屋中二丁目 | 全域 | 大阪市立三津屋小学校 | 大阪市立美津島中学校 |
| 三津屋中三丁目 | 全域 | 大阪市立三津屋小学校 | 大阪市立美津島中学校 |

## 事業所
2016年（平成28年）現在の経済センサス調査による事業所数と従業員数は以下の通りである。
| 丁目           | 事業所数  | 従業員数 |
| -------------- | --------- | -------- |
| 三津屋中一丁目 | 38事業所  | 194人    |
| 三津屋中二丁目 | 55事業所  | 867人    |
| 三津屋中三丁目 | 83事業所  | 1,047人  |
| 計             | 176事業所 | 2,108人  |

## 交通

### 道路
- 大阪府道41号大阪伊丹線（十三筋）

### バス
- 大阪シティバス
  - 97号系統：東淀工業高校前停留所（十三筋沿い）
  - 69号系統：三津屋公園、三津屋小学校、三津屋中一丁目の各停留所（三津屋南との境目）

## 施設
- 大阪市立三津屋小学校
- 淀川三津屋郵便局
- ぼんち（日清食品グループ、登記上の本店）
- ライフ 三津屋店

## その他

### 日本郵便
- 〒532-0036[3]（集配局：淀川郵便局[13]）